# Angelo Spinillo
Angelo Spinillo (* 1. května 1951 Sant'Arsenio) je italský římskokatolický duchovní a biskup Aversy.

## Život
Narodil se 1. května 1951 v Sant'Arsenio.
Vstoupil do kněžského semináře v Neapoli. Teologické a filosofické vzdělání získal na Papežské teologické fakultě Jižní Itálie, kde později získal licenciát z pastorální teologie. Dne 15. července 1978 byl biskupem Umbertem Lucianem Altomare vysvěcen na kněze a inkardinován do diecéze Teggiano-Policastro. Stal se farním vikářem farnosti svaté Anny v Sala Consilina, poté působil v dalších farnostech tohoto města a jiných obcí.
V letech 1982–1989 byl diecézním asistentem Katolické akce pro chlapce a do roku 1995 Katolické akce pro mládež. Před biskupským jmenováním zastával funkci faráře farnosti S. Maria Maggiore a farnosti sv. archanděla Michaela v Atena Lucana, vedoucího diecézního úřadu pro kulturu a regionálního asistenta Katolické akce pro mladéž.
Dne 18. března 2000 jej papež Jan Pavel II. jmenoval biskupem diecéze Teggiano-Policastro. Biskupské svěcení přijal 13. května z rukou kardinála Michele Giordana a spolusvětiteli byli arcibiskup Gerardo Pierro a biskup Francesco Pio Tamburrino. Dne 15. ledna 2011 byl papežem Benediktem XVI. převeden do úřadu biskupa Aversy.